# Caliper Cove
Die Caliper Cove (englisch für Messschieberbucht) ist eine runde und vereiste Bucht an der Borchgrevink-Küste des ostantarktischen Viktorialands. In der Lady Newnes Bay liegt sie zwischen den Einmündungen des Wylde- und des Suter-Gletschers.
Das New Zealand Antarctic Place-Names Committee benannte sie 1966 nach ihrer geometrischen Symmetrie.